# رافائيل هوفر
رافائيل هوفر (بالألمانية: Raphael Hofer)‏ هو لاعب كرة قدم نمساوي، ولد في 14 فبراير 2003.

## وصلات خارجية
- رافائيل هوفر على موقع قاعدة بيانات كرة القدم.إي يو (الإنجليزية)
- رافائيل هوفر على موقع عالم كرة القدم.نت (الإنجليزية)